# Colton (Cumbria)
Colton es una parroquia civil de la autoridad unitaria de Westmorland and Furness, parte del condado ceremonial de Cumbria (Inglaterra). Según el censo de 2021, tiene una población de 650 habitantes.